# BEST AKINA メモワール
『BEST AKINA メモワール』（ベスト・アキナ メモワール）は、日本の歌手中森明菜のベスト・アルバム。このアルバムは1983年12月21日にワーナー・パイオニア（現：ワーナーミュージック・ジャパン）よりリリースされた (LP: L-12590, CT: LKF-8090)。

## 背景
『BEST AKINA メモワール』は、中森にとって初のベスト・アルバムで、フル・アルバムとしては5枚目である。
このアルバムは、1983年12月21日に、LP (L-12590)、CT (LKF-8090)の2形態で同時発売された。中森のLP盤としては初の見開きジャケット仕様となっており、LP盤の特典アイテムは、通常盤は2枚のカラー・ポートレートと、初回盤はジャケットサイズの1984年版カレンダーで、それぞれ同一品番だが前者と後者のアイテムによる盤違いが存在している。カセットテープの初回生産20万本はグリーンカラーのカセットハーフ仕様でフォトカード2枚+1984年版カレンダー封入になっている。1984年1月25日にはCDでも発売され (35XL-35)、同年2月22日にはスーパーディスクLP盤でも発売された (SDM-15012)。
このアルバムの帯コピーは、「「スローモーション」から「禁区」まで、大ヒットシングル全6曲と、オリジナルアルバムから、よりすぐりの曲で構成した、明菜初のベスト・アルバム!!」とあり、本作の収録楽曲のうちシングルは、デビュー・シングル「スローモーション」から6枚目のシングル「禁区」までが収録され、スタジオ・アルバムからは、1枚目の『プロローグ〈序幕〉』から4枚目の『NEW AKINA エトランゼ』までの収録楽曲からそれぞれ選曲された。

## 批評
『CDジャーナル』は本作の楽曲について、細野晴臣、来生たかお、南佳孝はじめ、この時期の人気沸騰中のソングライターらによる楽曲と当世風なアレンジメントであると指摘し、歌唱表現については、ツッパリから、しっとりとした歌唱があるとコメント。また、このアルバムは一挙両得であり、本作を入り口とするにも望ましいとコメントした。

## チャート成績
『BEST AKINA メモワール』は、オリコン週間LPチャートの1984年1月9日付で初登場し、最高順位1位を記録した。以降、1984年1月30日付まで5週連続（同年1月16日付は2週合算週）で1位を獲得した。同チャートの100位以内においては、計24週に渡ってランクインしている。またカセット盤は、オリコンのカセットチャートにて最高順位1位を記録し、同チャートの100位以内においては計83週に渡ってランクインした。更に、1984年2月6日付より開始された第1回目のオリコンCDチャートでも、最高順位1位を獲得している。1984年度のオリコン年間アルバムチャートでは、6位を記録した。

## 収録曲
| #  | タイトル                         | 作詞       | 作曲       | 編曲               | 時間 |
| -- | -------------------------------- | ---------- | ---------- | ------------------ | ---- |
| 1. | 「禁区」                         | 売野雅勇   | 細野晴臣   | 細野晴臣・萩田光雄 | 3:46 |
| 2. | 「トワイライト -夕暮れ便り-[a]」 | 来生えつこ | 来生たかお | 萩田光雄           | 4:41 |
| 3. | 「キャンセル!」                  | 売野雅勇   | 伊豆一彦   | 萩田光雄           | 3:24 |
| 4. | 「あなたのポートレート」         | 来生えつこ | 来生たかお | 萩田光雄           | 4:18 |
| 5. | 「瑠璃色の夜へ」                 | 来生えつこ | 佐瀬寿一   | 萩田光雄           | 3:38 |
| 6. | 「少女A」                        | 売野雅勇   | 芹澤廣明   | 萩田光雄           | 3:33 |

| #         | タイトル                 | 作詞       | 作曲       | 編曲               | 時間  |
| --------- | ------------------------ | ---------- | ---------- | ------------------ | ----- |
| 7.        | 「少しだけスキャンダル」 | 翔         | 翔         | 横浜銀蝿・萩田光雄 | 3:38  |
| 8.        | 「スローモーション」     | 来生えつこ | 来生たかお | 船山基紀           | 4:07  |
| 9.        | 「銀河伝説」             | 篠塚満由美 | 佐瀬寿一   | 船山基紀           | 3:40  |
| 10.       | 「1⁄2の神話」            | 売野雅勇   | 大沢誉志幸 | 萩田光雄           | 3:19  |
| 11.       | 「ヨコハマA・KU・MA」    | 中里綴     | 南佳孝     | 萩田光雄           | 3:41  |
| 12.       | 「セカンド・ラブ」       | 来生えつこ | 来生たかお | 萩田光雄           | 4:22  |
| 合計時間: | 合計時間:                | 合計時間:  | 合計時間:  | 合計時間:          | 46:07 |

| #         | タイトル                                       | 作詞       | 作曲       | 編曲      | 時間  |
| --------- | ---------------------------------------------- | ---------- | ---------- | --------- | ----- |
| 13.       | 「温り」(「1⁄2の神話」B面)                     | 井上あづさ | 井上あづさ | 萩田光雄  | 4:34  |
| 14.       | 「ドライブ」(「トワイライト -夕暮れ便り-」B面) | 堀江淳     | 堀江淳     | 萩田光雄  | 4:43  |
| 15.       | 「雨のレクイエム」(「禁区」B面)                | 芹沢類     | 玉置浩二   | 萩田光雄  | 4:40  |
| 合計時間: | 合計時間:                                      | 合計時間:  | 合計時間:  | 合計時間: | 60:02 |

備考：
- ^a表記は無いが、シングルとは別バージョンが収録されている。このバージョンは本アルバムおよび本アルバムを収納したボックス・セットにのみ収録。配信リリースでは「BEST AKINA メモワール Mix」という表記が追加されている。

## クレジット
『BEST AKINA メモワール』のライナー・ノーツより
| - ディレクター: 島田雄三 - ミキサー: 菊池功 - アシスタント・ミキサー: 草柳俊一 - フォトグラファー: 渡辺達生 - スタイリスト: 池谷幸江 - デザイナー: 持田恭男 | - プロモーター: 田中良明 - セールス・プロモーター: 畠山政行 - マネージャー: 茅根浩康（研音）、名幸房則（研音）、柳沢秀昭（研音）、森山みどり（研音） - 原盤ディレクター: 北村篤識（日本テレビ音楽） |

## リリース履歴
| 発売日         | レーベル                                   | 規格                       | 品番          | 備考                                                 |
| -------------- | ------------------------------------------ | -------------------------- | ------------- | ---------------------------------------------------- |
| 1983年12月21日 | リプリーズ・レコード/ ワーナー・パイオニア | LP                         | L-12590       |                                                      |
| 1983年12月21日 | リプリーズ・レコード/ ワーナー・パイオニア | CT                         | LKF-8090      |                                                      |
| 1984年1月25日  | リプリーズ・レコード/ ワーナー・パイオニア | CD                         | 35XL-35       |                                                      |
| 1984年2月22日  | リプリーズ・レコード/ ワーナー・パイオニア | SD                         | SDM-15012     |                                                      |
| 1985年7月10日  | リプリーズ・レコード/ ワーナー・パイオニア | CD                         | 32XL-96       | 廉価盤、色分けビニール帯                             |
| 1989年12月15日 | リプリーズ・レコード/ ワーナー・パイオニア | ゴールドCD                 | 36L2-5112     | 発売中止                                             |
| 1991年6月17日  | リプリーズ・レコード/ ワーナー・パイオニア | CD                         | WPCL-414      | 廉価盤、紙帯                                         |
| 2006年6月21日  | リプリーズ・レコード/ ワーナー・パイオニア | CD、デジタル・ダウンロード | WPCL-10280    | 紙ジャケット仕様完全生産限定盤                       |
| 2007年6月6日   | リプリーズ・レコード/ ワーナー・パイオニア | デジタル・ダウンロード     | N/A           | [ 16 ]                                               |
| 2012年8月22日  | リプリーズ・レコード/ ワーナー・パイオニア | SACD/CDハイブリッド        | WPCL-11138    | 紙ジャケット仕様完全生産限定盤                       |
| 2018年5月2日   | リプリーズ・レコード/ ワーナー・パイオニア | LP                         | WPJL-1008     | 高音質180g重量盤                                     |
| 2018年7月25日  | リプリーズ・レコード/ ワーナー・パイオニア | CD                         | WPCL-12903    | 廉価盤、青帯                                         |
| 2022年9月21日  | リプリーズ・レコード/ ワーナー・パイオニア | 2CD                        | WPCL-13418～9 | オリジナル・カラオケ付、2022ラッカーマスターサウンド |

## 参照
1. 1 2  “iTunes - ミュージック - 中森明菜「BEST AKINA メモワール」”.  Apple. 2012年11月21日閲覧。
2. 1 2 3 4 5 6  『ALBUM CHART-BOOK COMPLETE EDITION 1970 〜 2005』オリコン・マーケティング・プロモーション、2006年4月25日、3,455-457,881頁。ISBN 4871310779。
3. 1 2  オリコンランキング情報サービス「you大樹」
4. 1 2 3 4 5  『BEST AKINA メモワール』（LP）中森明菜、ワーナー・パイオニア、1983年12月21日。L-12590。
5. 1 2 3 4  “中森明菜 / ベスト AKINAメモワール [再発] [CD] [アルバム] - CDJournal.com”.   音楽出版社. 2012年3月4日閲覧。
6. 1 2  『AKINA』（4×12cmCD）中森明菜、ワーナーミュージック・ジャパン、1993年11月10日。WPCL-770〜3。
7. ↑  “中森明菜 「BEST AKINA メモワール」|Warner Music Japan”.   ワーナーミュージック・ジャパン. 2012年3月4日閲覧。
8. ↑  “中森明菜 「NEW AKINA エトランゼ AKINA NAKAMORI 4TH ALBUM」|Warner Music Japan”.   ワーナーミュージック・ジャパン. 2012年3月4日閲覧。
9. ↑  “中森明菜 「ファンタジー〈幻想曲〉 AKINA NAKAMORI THIRD」|Warner Music Japan”.   ワーナーミュージック・ジャパン. 2012年3月4日閲覧。
10. ↑  “中森明菜 「バリエーション〈変奏曲〉 AKINA NAKAMORI SECOND」|Warner Music Japan”.   ワーナーミュージック・ジャパン. 2012年3月4日閲覧。
11. ↑  “中森明菜 「プロローグ〈序幕〉 AKINA NAKAMORI FIRST」|Warner Music Japan”.   ワーナーミュージック・ジャパン. 2012年3月4日閲覧。
12. ↑  小池聡行、オリコン・ウィークリー編集部『小池聡行のオリコンデータ私書箱』オリジナルコンフィデンス、1991年1月1日、21頁。ISBN 4871310272。
13. ↑  “Best AKINA メモワール:中古CD:中森明菜:ブックオフオンライン”.  ブックオフオンライン. 2012年10月3日閲覧。
14. ↑  “中森明菜 / ベスト AKINAメモワール [廃盤] [CD] [アルバム] - CDJournal.com”.   音楽出版社. 2012年3月24日閲覧。
15. ↑  “中森明菜 / BEST AKINA メモワール [紙ジャケット仕様] [限定] [CD] [アルバム] - CDJournal.com”.   音楽出版社. 2012年3月24日閲覧。
16. ↑  “音楽ダウンロード・音楽配信サイト　mora 〜“WALKMAN”公式ミュージックストア〜”.  レーベルゲート. 2012年11月21日閲覧。
17. ↑  “中森明菜 / BEST AKINA メモワール [SA-CDハイブリッドCD] [紙ジャケット仕様] [限定] [CD] [アルバム] - CDJournal.com”.   音楽出版社. 2012年7月23日閲覧。
18. ↑  “中森明菜 / BEST AKINA メモワール[再発][CD][アルバム] - CDJournal.com”. 2020年1月24日閲覧。